# 영구 전투
영구 전투(일본어: 牛莊作戦)는 청일 전쟁 말기 양국 군대가 만주 잉커우 시에서 벌인 최후의 지상전이다.

## 전투 과정
일본 육군 제1사단은 3개 부대로 나눠 요동반도 남쪽 하이청 현으로 진군해 1894년 12월 13일 ~ 1895년 2월 1일까지 그곳의 마을 3곳의 탈환을 노렸으나 모두 실패했다.
이에 1사단은 1895년 3월 4일 2차 대공세에 나서 외국과의 조약으로 맺은 개항항인 잉커우 시를 공격해 여러 마을과 항구에서 전투를 벌여 청군은 1,800명의 사상자를 냈고 3월 6일 일본군은 아무 저항도 받지 않고 잉커우에 입성한다. 이후 일본군은 티안주앙타이 마을로 강을 도하한다.

## 결과 및 영향
이 전투를 마지막으로 청일 전쟁에서의 지상전은 종지부를 찍고 3월 하순 일본군은 펑후 제도 작전을 벌여 펑후 제도를 점령했으며 시모노세키 조약으로 청일 전쟁은 마무리된다.